# 久万高原町立久万小学校
久万高原町立久万小学校（くまこうげんちょうりつくましょうがっこう）とは愛媛県上浮穴郡久万高原町に存在する男女共学の公立小学校である。

## 概要
久万高原町の中でも旧久万町時代からの近郊農山村の中心であった久万に位置し、児童数151名（2023年度）と山間部としてはやや規模の大きい小学校である。2023年度の児童数は151名、学級数8、校長以下職員数15名。

## 沿革
- 1887年（明治20年） - 設立の久万簡易小学校が発祥。同年、菅生簡易小学校設立。
- 1892年（明治25年） - 久万尋常小学校と改称。修業年限4ヶ年。
- 1906年（明治39年）8月 - 義務教育年限6ヶ年に成る。
- 1907年（明治40年）10月 - 野尻尋常小学校を廃止し、久万尋常小学校に併合。
- 1909年（明治42年）4月 - 明神、久万、菅生高等小学校を廃止、久万尋常高等小学校に統合。
- 1924年（大正13年）4月 - 菅生尋常小学校を久万尋常小学校に統合。
- 1941年（昭和16年）4月 - 国民学校令により、久万国民学校と改称。
- 1947年（昭和22年）4月 - 学制改革により、初等科は久万小学校と改称、学制6・3・3制で高等課は新制中学校となる（久万中学校新設）。
- 1962年（昭和37年）4月 - 町村合併により、父二峰小学校落合分校廃止、久万小学校に統合。
- 1977年（昭和52年） - 屋体完成[1]。
- 1982年（昭和57年） - 鉄筋コンクリート3階建校舎完成[1]。
- 2004年（平成16年）8月1日 - 久万町と美川村、面河村、柳谷村が合併した久万高原町発足により、久万高原町立久万小学校と改称。
- 2007年（平成19年） - 木造体育館完成[1]。

## 通学区域と進学先中学校
出典

### 通学区域
- 入野（新開、梶山を除く）
- 久万
- 上野尻
- 下野尻
- 菅生
- 露峰（落合のみ）

### 進学先中学校
- 久万高原町立久万中学校

## 学校周辺
久万高原町中心部に位置する
- 久万高原町立久万幼稚園 - 進級前幼稚園のひとつで、同一敷地内。
- 松山街道（久万高原町道）
- くま高原ドライビングスクール
- 愛媛県立上浮穴高等学校
- 国道33号

## アクセス
- 伊予鉄南予バス上直瀬線（中野村・河之内経由）・富重線で、「小学校前」停留所下車。